# Ненависть (фільм, 1995)
«Ненависть» (фр. «La Haine») — французький художній фільм режисера Матьє Кассовітца, знятий у 1995 році. На 1 березня 2024 року фільм займав 226-ту позицію у списку 250 кращих фільмів за версією IMDb.

## Сюжет
Фільм розповідає про один день з життя підлітків з периферійного кварталу гетто. Події розгортаються наступного дня після заворушень, спровокованих поліцейським свавіллям щодо арабського підлітка Абделя. У ході заворушень один з поліціянтів загубив пістолет. Його знаходить один з героїв фільму — Вінс (Венсан Кассель). Вінс, єврей, який не мав освіти, не може влаштуватися на роботу або навіть організовано провести дозвілля. Вінсу і його друзям — чорношкірому Юберу та арабу Саїду — залишається тільки блукати містом, викликаючи підозри у перехожих та правоохоронців. Після конфлікту з поліцією, що його викликала стрілянина брата Абделя по поліцейських, хлопці, втягнені до тієї історії, їдуть до Парижа. Там вони проводять насичені подіями вечір і ніч: сваряться між собою, Саїд і Юбер потрапляють до поліційної дільниці, спізнюються на останній потяг додому, намагаються вкрасти авто, зустрічаються зі скінхедами. Після повернення додому на них чекає неприємний сюрприз — поліціянт, який їх зустрічає, помилково застрелює Вінса. Юбер, якому Вінс за кілька хвилин до смерті віддав пістолет, намагаючись помститися, наставляє його на поліцейського, який робить те саме. Розуміючи жах тієї миті, Саїд заплющує очі й чує один постріл. Глядачам залишається тільки здогадуватись, що там сталося.

## У ролях
- Венсан Кассель — єврей Вінс
- Юбер Кунде — афро-француз Юбер
- Саїд Тагмауї — араб Саїд
- Абдель Ахмед Гілі — араб Абдель
- Соло — Санто
- Елоіз Рот — Сара
- Венсан Лендон — п'яний білий мужик
- Матьє Кассовітц — скінхед

## Нагороди та номінації
Загалом фільм здобув 8 нагород і 11 номінацій, зокрема:

### Нагороди
- 1995 — Каннський кінофестиваль
  - найкращий режисер — Матьє Кассовітц
- 1996 — Премія «Сезар»
  - найкращий монтаж — Матьє Кассовітц, Скотт Стівенсон
  - найкращий фільм — Матьє Кассовітц
  - найкращий продюсер — Крістоф Россіньйон
- 1995 — Європейський кіноприз
  - Найкращий фільм про молодь — Матьє Кассовітц
- 1997 — приз Асоціації кінокритиків Австралії за найкращий іноземний фільм
- 1996 — Премія «Люм'єр»:
  - найкращий режисер
  - найкращий фільм

### Номінації
- 1995 — Каннський кінофестиваль
  - «Золота пальмова гілка» — Матьє Кассовітц
- 1996 — Премія «Сезар»
  - найкращий актор — Венсан Кассель
  - найкраща операторська робота — П'єр Аїм
  - найкращий режисер — Матьє Кассовітц
  - найкращий звук — Домінік Далмассо, Венсан Туллі
  - найкращий сценарій — Матьє Кассовітц
  - найбільш перспективний актор — Венсан Кассель, Юбер Кунде, Саїд Тагмауі
- 1995 — Camerimage:
  - Золота жаба — Пєр А'їм
- 1995 — Золотий Александр кінофестивалю у Салоніках